# Савченко, Сергей Викторович
Сергей Викторович Савченко (10 августа 1966, Ямполь, Винницкая область — 3 июля 2010, Кишинёв, Молдавия) — советский и молдавский футболист, полузащитник. Мастер спорта. Победитель первой и второй лиг СССР. Наиболее известен по выступлениям за московский ЦСКА в составе которого провёл в общей сложности сто матчей и забил десять голов.

## Биография
В профессиональном футболе дебютировал в 18-летнем возрасте в составе кишинёвского клуба «Нистру», в котором провёл следующие два года.
В 1985 году перешёл в московский ЦСКА, выступавший в то время в первой лиге и сразу же стал одним из ключевых футболистов. В 1986 году вместе с армейцами занял первое место в лиге. В 1987 году армейцы заняли предпоследнее, пятнадцатое, место в чемпионате и покинули высшую лигу.
В 1988 году Сергей играл в молдавских командах «Заря» и «Нистру», вместе с последним клубом Савченко стал победителем второй лиги СССР.
В 1989 году играл за украинские клубы «Таврия» и «Торпедо».
В 1990 и 1991 играл в командах «Зимбру» и «Тилигул». Осенью 1991 уехал в Польшу, где провел некоторое время в клубе 4-й лиги «Спомош» из Канчуга.
В 1992 начал выступления в независимом чемпионате Молдавии. Сезон 1992 играл в «Конструкторуле» из Кишинева, а в начале сезона 1992/93 — в КСС Амоком. С октября по ноябрь 1992 выступал за Торпедо (Запорожье). В межсезонье перебрался в Румынию, где провел 2-ю половину сезона 1992/93 в клубе 2-й лиги «Олимпия» (Сату-Маре).
В 1994 году, транзитом через Молдавию, приехал в Россию. Проведя вторую часть сезона в раменском «Сатурне», уехал обратно в Молдавию.
За разные клубы Молдавии играл до 1998 года.
В последние годы жизни работал в Федерации футбола Молдавии, в Ассоциации пляжного футбола Молдовы. Неоднократно участвовал в матчах ветеранов.
Умер в ночь на 3 июля 2010 года, выпав с девятого этажа. Полиция считает, что это было самоубийство.

## Достижения

### Личные
- Мастер спорта с 1984 года.

### Командные
- Победитель Первой лиги СССР: 1986.
- Победитель Второй лиги СССР: 1988.